# Приозерний район (Казахстан)
46°48′00″ пн. ш. 75°10′00″ сх. д. / 46.80000° пн. ш. 75.16667° сх. д.
Приозерний район, Токираунський район (каз. Приозерный ауданы, Тоқырауын ауданы) — адміністративно-територіальна одиниця у складі Джезказганської та Карагандинської областей, що існувала в 1977—1997 роках. Центр — селище Озерне.
Приозерний район було утворено 15 лютого 1977 року у складі Джезказганської області. До його складу увійшли Айиртаська, Карабулакська і Кусакська с/р Актогайського району, а також Ортадересинська, Тасаралська і Торангилицька с/р, селища Гульшад, Озерний, Саришаган і Саяк Балхаської міськради.
1979 року смт Саяк було передано до Балхаської міськради.
У 1985 році утворено Абайську с/р.
1987 року смт Гульшад було передано до Балхаської міськради.
1991 року смт Озерний перейменовано на Шашубай.
1993 року Приозерний район був перейменований на Токираунський район.
3 травня 1997 року район було передано до Карагандинської області. 23 травня 1997 року Токираунський район було скасовано. При цьому всю територію було передано до Актогайського району.

## Голови
- Мейірманов Байиз Төлеубайұли 1991—1997 Аргин, Каракесек, Камбар